# قرار مجلس الأمن التابع للأمم المتحدة رقم 364
قرار مجلس الأمن التابع للأمم المتحدة رقم 364، المعتمد في 13 ديسمبر 1974، أشار إلى تقارير من الأمين العام وحكومة قبرص حول الظروف السائدة في الجزيرة، وكذلك قرار الجمعية العامة 3212 والقرارات السابقة.
ثم مدد المجلس ولاية قوة الأمم المتحدة لحفظ السلم في قبرص لمدة ستة أشهر أخرى حتى 15 حزيران / يونيو 1975، متوقعا أنه بحلول ذلك الوقت سيحقق التقدم الكافي نحو الحل النهائي انسحابا جزئيا على الأقل وناشد مرة أخرى على جميع أطراف النزاع مد تعاونها الكامل للقوة.
وقد اتخذ القرار بأغلبية 14 صوتاً. لم تشارك الصين في التصويت.